# Carolina Correa Londoño
Carolina "Carola" Correa Londoño (Támesis, 25 de enero de 1905 -Bogotá, 15 de julio de 1986) fue una política y suffragette colombiana.
Fue la esposa del decimonoveno Presidente de Colombia, Gustavo Rojas Pinilla y primera dama de Colombia de 1953 a 1957. Es conocida por ser la primera mujer en la historia de ese país en obtener una cédula de ciudadanía y la primera en ejercer el sufragio.

## Biografía
Carolina Correa nació en Medellín, el 25 de enero de 1905, en un hogar acomodado de la ciudad. Allí realizó sus estudios primarios y secundarios, y permaneció allí hasta su matrimonio a los 25 años con el militar Gustavo Rojas Pinilla.
Por su matrimonio, Carola se trasladó a varias ciudades del país a donde era enviado su esposo en misiones militares y diversas comandancias.

### Primera dama de Colombia (1953-1957)

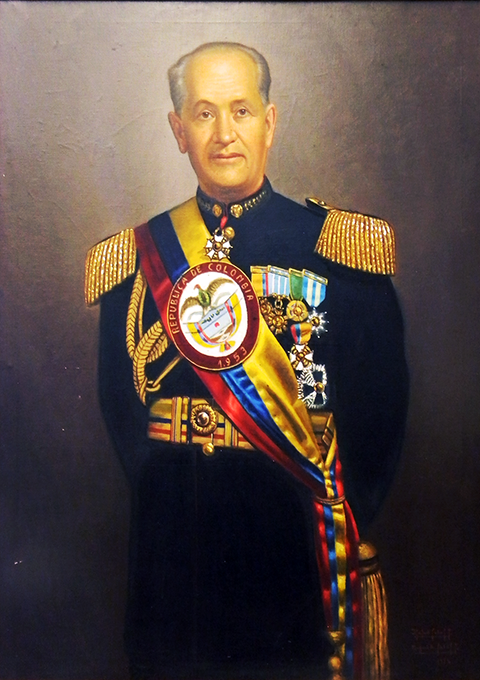
Retrato presidencial de su esposo.

En junio de 1953, su esposo lideró un golpe de Estado contra el presidente Laureano Gómez, quien estaba de licencia desde 1951, y ejercía el poder a través del designado Roberto Urdaneta. En un principio Rojas le ofreció el poder a Urdaneta y luego a Ospina (quienes apoyaron el golpe), pero al negarse ambos, Rojas tomó el poder para sí mismo. Con ello Carola se convirtió en primera dama de la nación.
Pese a que la mayor parte del trabajo social y cultural del presidente Rojas lo hizo su hija María Eugenia, Carola realizó actividades en favor de la niñez desamparada y los adultos mayores del país, aunque de manera discreta ya que no era cercana a la publicidad, de acuerdo con su familia.

#### Sufragista
El 25 de mayo de 1956 Correa, en su calidad de primera dama de Colombia, fue la primera mujer a la que se le concedió una Cédula de Ciudadanía, un documento nacional de identidad colombiano que extendía la ciudadanía a las mujeres y les permitía participar en el proceso político. Su número de cédula era el 20.000.001; a su hija María Eugenia se le otorgó el siguiente documento, con el número 20.000.002.

### Caída de Rojas
Las mujeres colombianas, entre ellas Carola y su hija María Eugenia pudieron votar por primera vez el 1 de diciembre de 1957, durante un referéndum nacional que legitimó el Frente Nacional. 
Pese a esa victoria, Carola y su hija tuvieron que huir al exilio luego de la caída de Rojas del poder. Sin embargo, desde 1958, ella y su hija se instalaron en Bogotá, hasta el regreso de su esposo y padre en 1962. Carola apoyó las candidaturas presidenciales de su esposo (1962 y 1970), y luego la de su hija en 1974.

### Muerte
Carola falleció en Bogotá, el 15 de julio de 1986, a los 81 años, víctima de un ataque al corazón. Sobrevivó 11 años a su esposo Gustavo, quien falleció en 1975. Sus restos reposan en Jardines del Recuerdo.

## Vida privada

### Familia
"Carola" era hija de Emilio Correa Correa y Emilia Londoño Jaramillo.

### Matrimonio y descendencia
Correa se casó con el ingeniero y militar Gustavo Rojas Pinilla, el 10 de mayo de 1930 en la Capilla de San José de la Congregación de los Hermanos Cristianos de Medellín. Con Gustavo, Carolina tuvo tres hijos: Gustavo Emilio (quien paradójicamente apoyó la campaña presidencial de Andrés Pastrana), María Eugenia y Carlos Rojas Correa. 
Su hijo menor, Carlos, es el padre del empresario y banquero Julio Rojas Sarmiento, quien también es nieto del banquero Luis Carlos Sarmiento Angulo, creador del emporio comercial Grupo Aval. Por su parte, su única hija, María Eugenia Rojas, siguió sus pasos y los de su padre, siendo la primera mujer candidata a la presidencia de Colombia en 1974 por el partido ANAPO, fundado por su esposo a finales de los años 60. 
María Eugenia Rojas se casó con el político Samuel Moreno Díaz, con quien tuvo a sus dos hijos Samuel e Iván Moreno Rojas, políticos de izquierda. Samuel llegó a ser alcalde de Bogotá en 2006, e Iván congresista de Colombia. Sin embargo, ambos cayeron en infamia por escándalos de corrupción. 
Su nieto Samuel contrajo matrimonio con Cristina González Villegas, descendiente de la misma familia a la que pertenecía Lorenza Villegas Restrepo, esposa y primera dama del expresidente Eduardo Santos Montejo.